# NGC 3481
NGC 3481 é uma galáxia espiral (Sab) localizada na direcção da constelação de Crater. Possui uma declinação de -07° 32' 39" e uma ascensão recta de 10 horas, 59 minutos e 26,4 segundos.
A galáxia NGC 3481 foi descoberta em 1886 por Ormond Stone.